# Панкреатична нейроендокринна пухлина
Панкреатична нейроендокринна пухлина (ПанНЕП, англ. PanNET, PNET) — відносно рідкісне новоутворення підшлункової залози, що походить з нейроендокринних клітин острівця підшлункової залози та класифікується як нейроендокринна пухлина. ПанНЕП може бути функціонуючою або нефункціонуючою в залежності від гормональної активності. ПанНЕП часто демонструє інвазію та метастазування, але відрізнити злоякісно трансформовану пухлину від доброякісної ПанНЕП при аналізі патогістологічних слайдів неможливо.

## Етіологія
Переважна більшість ПанНЕП виникає спорадично, але певна пропорція пухлин діагностується як складова синдрому множинної ендокринної неоплазії типу 1 або хвороби фон Гіппеля-Ліндау.

## Патологічна анатомія
ПанНЕП може характеризуватися трабекулярним, альвеолярним, солідним, псевдозалозистим, ангіоматозним або ациноподібним типом будови. При електронній мікроскопії клітини ПанНЕП містять нейросекреторні гранули та демонструють прозорі везикули, що відповідають нейро-секреторним везикулам.

## Генетичний профайл
Молекулярні та генетичні дослідження ПанНЕП виявили декілька мутацій, визначення яких може потенційно бути застосовано з діагностичною метою.
Були виявлені наступні мутовані гени, що показали інші типи SNP у порівнянні з раком підшлункової залози:
- MEN1, ATRX, DAXX[4][6][7]
- Мутації в генах сигнального шляху mTOR: TSC2, PTEN, PIK3CA.[4] Визначення даних мутацій має клінічне значення, оскільки існують (хоча і в режимі клінічних випробовувань) препарати інгібітори mTOR
- Мутації в генах ATRX та DAXX визначаються приблизно у 40% ПанНЕП.[4] Ці гени кодують однойменні білки, що беруть участь у процесах ремоделювання хроматину теломер.

## Клінічна картина

### Нефункціонуючі ПанНЕП
Нефункціонуючі ПанНЕП не мають специфічних симптомів, через що часто діагностуються на пізніх стадіях у зв'язку з розмірами пухлини або наявністю метастазів (локальних чи віддалених).
Біль в животі спостерігається у більшості хворих, до 35% випадків демонструють втрату ваги, анорексія та нудота до 45% випадків. Також можуть спостерігатись жовтяниця в 20-50% пацієнтів, пальпаторне визначення пухлини в 10-40% пацієнтів.

### Функціонуючі ПанНЕП
До функціонуючих ПанНЕП належать пухлини підшлункової залози, що секретують гормони. В залежності від типу секретованого гормону буде відповідна клінічна картина. Серед цих пухлин найчастіше діагностується інсулінома (17%), гастринома (15%). Рідше визначаються ВІПома (2%), глюкагонома (1%), карциноїд (1%), соматостатинома (1%), а також адренокортикотропін-секретуючі пухлини (АКТГ-ома), гормон рилізинг-фактор секретуючі пухлини (ГРФоми), кальцитонін продукуючі пухлини, що визначаються дуже рідко.

## Діагностика

### Сцинтіграфія
Соматостатин-рецепторна сцинтіграфія з використанням радіоактивного аналога соматостатину октреотиду є високоінформативним діагностичним засобом для визначення ПанНЕП. З новітніх засобів високий потенціал має ПЕТ з використанням Ga-DOTATOC для візуалізації рецепторів соматостатину.

### Ультразвукове дослідження
УЗД відносно чутливий метод. ПанНЕП при УЗД визначається як гіпоехогенне утворення.

### Комп'ютерна томографія
При підозрі на ПанНЕП застосовують КТ без контрастування.

### Магнітно-резонансна томографія
МРТ використовують при підозрі на ПанНЕП та віддіалені метастази. За допомогою МРТ можуть бути визначені метастази < 1 см.

## Лікування
Пацієнтам з ПанНЕП застосовують загальні підходи до лікування нейроендокринних пухлин.
Функціонуючі пухлини лікують за допомогою аналогів соматостатину. При ідентифікації пухлини проводять її видалення хірургічним шляхом.